# Volksblatt (Halle)
Das Volksblatt war eine Tageszeitung der SPD in Halle (Saale) von 1890 bis 1933 und von 1945 bis 1946.

## Geschichte
Am 1. April 1890 erschien die erste Ausgabe des Volksblatt für Halle und den Saalkreis.  Seit dem 1. August 1891 hieß sie Volksblatt. Sozialdemokratische Tageszeitung für Halle und den Bezirk Merseburg. 
Am 23. Februar 1933 erschien die vorerst letzte Ausgabe.
Seit dem 6. September 1945 konnte sie als Volksblatt. Tageszeitung der Sozualdemokratischen Partei Deutschlands für die Provinz Sachsen wieder erscheinen. Sie hatte mehrere Beilagen, darunter eine Wochenzeitung für Kinder.
Am 30. April 1946 gab es die letzte Ausgabe. Danach ging sie mit der KPD-Zeitung Volkszeitung zur neuen Tageszeitung Freiheit der SED über. Diese besteht als Mitteldeutsche Zeitung bis in die Gegenwart.